# Le Pin, Tarn-et-Garonne
Le Pin là một làng và xã ở tỉnh Tarn-et-Garonne trong vùng Tarn-et-Garonne, Pháp.